# Casale Maccarani Torlonia

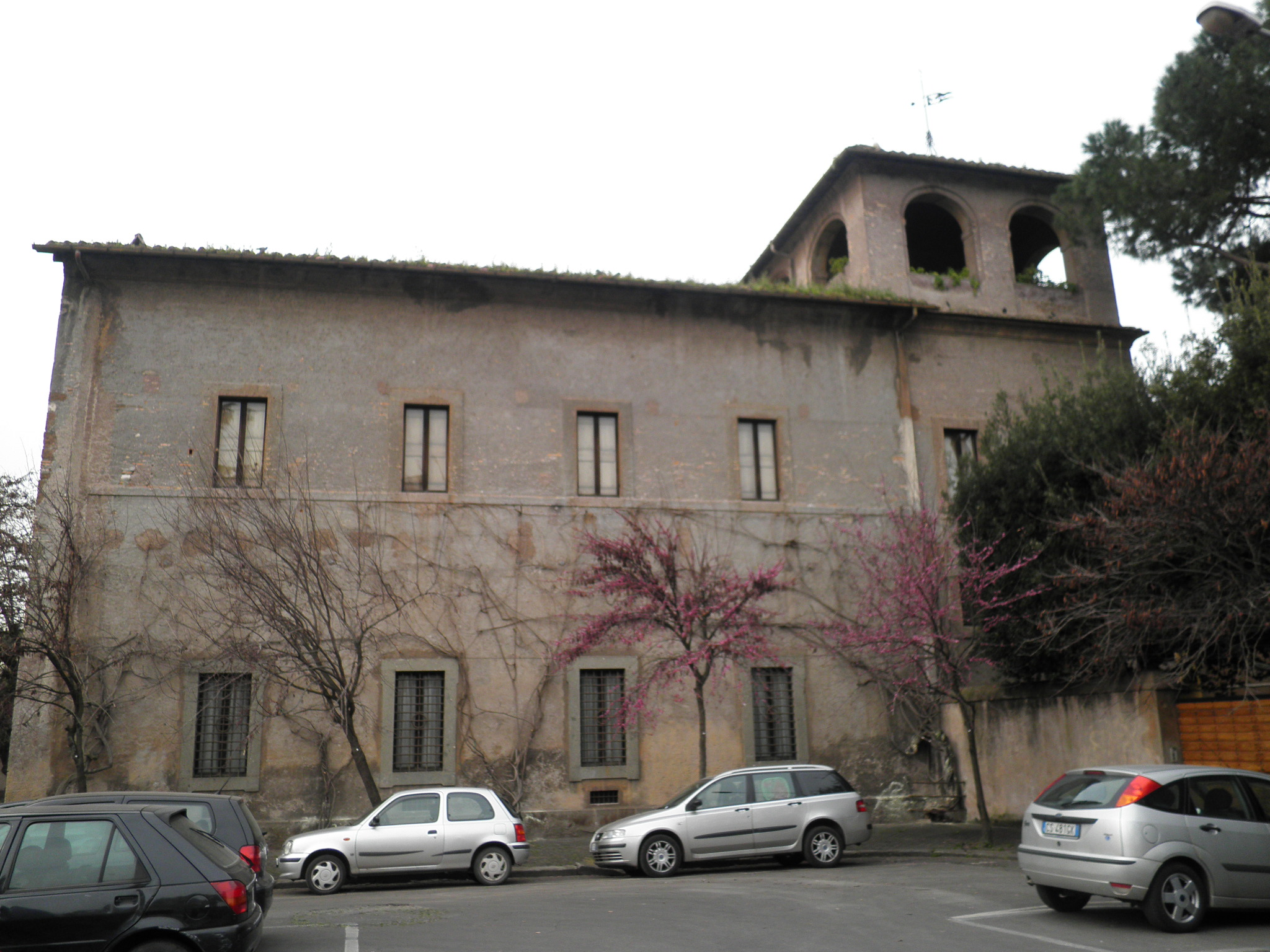
Vista do palácio na Piazza del Tempio di Diana.

Casale Maccarani Torlonia, conhecida apenas como Casale Torlonia, é uma residência localizada na Piazza del Tempio di Diana, no rione Ripa de Roma. Esta antiga casa de fazenda da Villa Maccarani Torlonia sobreviveu sozinha ao desenvolvimento urbano da região onde está, no monte Aventino, porque seu jardim e o próprio edifício foram construídos, no século XV, sobre das ruínas das Termas de Décio, do século III.